# Call of Cthulhu: The Official Video Game
Pour les articles homonymes, voir L'Appel de Cthulhu (homonymie).
Call of Cthulhu: The Official Video Game est un jeu vidéo de rôle en vue à la première personne mêlant l'horreur psychologique et l'infiltration développé par Cyanide Studio et édité par Focus Home Interactive. Il est sorti le 30 octobre 2018 sur les consoles PlayStation 4 et Xbox One ainsi que pour Windows sur PC. Il sera également disponible sur Nintendo Switch à partir du 8 octobre 2019. 
Le jeu s'inspire à la fois des nouvelles de Howard Philips Lovecraft pour le bestiaire et du jeu de rôle L'Appel De Cthulhu de Chaosium pour le scénario, appuyé par la présence de Mark Morrison, l'un des auteurs du jeu de rôles papier de Chaosium et qui est donc scénariste du jeu vidéo Call of Cthulhu.

## Trame
Le joueur incarne Edward Pierce, un vétéran de la Première Guerre mondiale devenu détective privé en pleine crise existentielle. Malheureusement, dans le Boston de 1924, il sombre dans l'alcool et prend des somnifères, faute d'avoir une affaire qui lui convienne. La Wentworth Agency, auquel il est rattaché, lui demande de rendre des comptes et le somme d'avoir un cas à élucider sous peine de perdre son accréditation de détective. Edward a finalement une lueur d'espoir lorsque Stephen Webster, un vieil armateur, lui propose une affaire pour le moins mystérieuse. Le détective est invité à résoudre le mystère autour de la mort de la peintre Sarah Hawkins, la fille de Webster, décédée dans un incendie avec toute sa famille. Le seul indice est un tableau étrange, peint par la mère supposément folle peu de temps avant sa mort. Edward doit donc se rendre sur l'île de Darkwater dans le Massachusetts pour en savoir davantage. Il découvrira que les ténèbres y sont très présentes et que Cthulhu, le Grand Ancien, prépare son retour imminent.

## Développement
Call of Cthulhu: The Official Video Game a connu un développement compliqué. En effet, tout commença en janvier 2014, lorsque Focus Home Interactive annonce sur Twitter que le studio ukrainien Frogwares (responsable de la série de jeux Les Aventures de Sherlock Holmes), était chargé du projet. Plus tard, un porte-parole du studio a noté que le jeu serait axé sur les enquêtes dans un contexte d'horreur tout en utilisant l'expérience tirée de l'élaboration de leur série Sherlock Holmes. Sauf qu'en 2015, Frogwares a changé d'éditeur (Bigben Interactive), ce qui forcera Focus à retirer le projet au développeur ukrainien qui développera plus tard sa propre vision de Lovecraft avec The Sinking City.
En février 2016, après deux ans d'inactivité, Focus a annoncé que le jeu était cette fois-ci en développement chez Cyanide pour une sortie en 2017. Ils ont révélé que le jeu serait un RPG d'enquête dans un monde semi-ouvert, avec des éléments d'infiltration et d'horreur psychologique. Il s'appuiera davantage sur le jeu de rôle L'Appel De Cthulhu que sur la nouvelle courte originale du même nom de H. P. Lovecraft. 
Focus Home Interactive a publié le 10 juin 2016 la première bande-annonce du jeu juste avant l'E3 2016. Un trailer du jeu, nommé Depths of Madness, a ensuite été publié le 19 janvier 2017. Le jeu devait initialement sortir sur PC, PlayStation 4 et Xbox One au quatrième trimestre de 2017. En septembre 2017, toutefois, le jeu a été reporté à 2018. Call of Cthulhu est finalement sorti mondialement le 30 octobre 2018, une sortie pour Nintendo Switch étant possible au début de 2019.

## Musique
La musique de Call of Cthulhu est réalisée par le compositeur français d'origine allemande Markus Schmidt. Ses compositions sont davantage connues des joueurs PC que des joueurs console, puisqu'il a collaboré sur la Série des Anno, The Settlers, Drakensang : L'Œil noir, ou encore Bound by Flame en collaboration avec  Olivier Derivière. Son dernier travail connu avant Call of Cthulhu était également un jeu Focus puisqu'il s'agit du jeu de Deck 13 Interactive, The Surge.